# جری باک
جری باک (انگلیسی: Jerry Bock؛ ۲۳ نوامبر ۱۹۲۸ – ۳ نوامبر ۲۰۱۰) موسیقی‌دان، آهنگساز و ترانه‌سرا اهل ایالات متحده آمریکا بود. وی بین سال‌های ۱۹۵۵ تا ۲۰۱۰ میلادی فعالیت می‌کرد.
وی همچنین برندهٔ جوایزی همچون جایزه پولیتزر برای نمایش‌نامه شده است.